# 227 г. пр.н.е.
227 (двеста двадесет и седма) година преди новата ера (пр.н.е.) е година от доюлианския (Помпилийски) римски календар.

## Събития

### В Римската република
- Консули са Публий Валерий Флак и Марк Атилий Регул.
- Броят на преторите е увеличен на четири.[1]
- Създадена е провинция Сардиния и Корсика. Претори са изпратени да управляват Сицилия и Сардиния и Корсика.[2]

### В Гърция
- Антигон III Досон поема властта над Македония и потушава въстание в Тесалия.[3]
- Арат от Сикион е избран за десети път за стратег на Ахейския съюз.
- Арат повежда армия срещу Елида, но е принуден от спартанския цар Клеомен III да приеме битка при планината Ликайон, където претърпява сериозно поражение.[4] Въпреки това Арат се съвзема бързо и скоро след това завладява Мантинея, където оставя 300 ахейски заселници и гарнизон от 200 наемници.[4]
- Бившият тиран на Мегалополис Лидиад загива в бой с ахейците при селото Лаодикея.[5]
- Клеомен III извършва преврат срещу ефорите, поема цялата власт и провежда социално-политически реформи в Спарта. Институцията на ефорите е премахната, дълговете са отменени, земя е раздадена на 4000 граждани, отново е въведено традиционното военно обучение на младежите, въведена е македонската фаланга и обучение за боравене с дългото копие сариса и др.[4]

### В Илирия
- Илирийската царица Тевта се предава и приема мирни условия наложени от римляните.

## Починали
- Лидиад, тиран на Мегалополис